# Cubanoscia proxima
Cubanoscia proxima is een pissebed uit de familie Bathytropidae. De wetenschappelijke naam van de soort is voor het eerst geldig gepubliceerd in 1981 door Vandel.